# Jørgen Pedersen Gram
Jørgen Pedersen Gram, född 27 juni 1850 i Nustrup på Jylland, död 29 april 1916 i Köpenhamn, var en dansk matematiker och försäkringsman. Han var far till Peder Gram.
Gram anställdes 1875 efter studier i matematik vid livförsäkringsbolaget Hafnia. Efter grundandet av olycksfallsförsäkringsbolaget Skjold blev han dettas direktör 1884-1910. Från 1910 var han direktör för danska Forskikringsraadet. Bland hans talrika vetenskapliga arbeten märks Om Rækkeudviklinger, bestemte ved de minst Kvadraters Methode (1879) och Undersøgelser angaaende Mængden af Primtal under en given Grænse (1884).

## Utmärkelser
- Videnskabernes Selskabs guldmedalj,  1884[3]
- Riddare av Dannebrogorden,  21 september 1909[3][5]
- Riddare av första klass av Sankt Olavs orden[5]

[Redigera Wikidata]